# Kitaj-gorod
Kitaj-gorod (rusky Китай-город) je historický rajón v samém centru Moskvy.
Nachází se zde většina významných ruských památek (GUM, Rudé náměstí, Kreml sem však již nepatří). Jedná se o historické jádro města, jež bylo od 16. století obehnáno hradbami. Administrativní celek existuje od roku 2002; dnes je součástí Tverského rajónu, dříve však fungoval jako rajón samostatný.
Ačkoliv slovo „kitaj“ nyní znamená rusky Čína, nemá název Kitaj-gorod s Čínou nic společného, ale je odvozen od staroruského „kita“, což označovalo proutěnou palisádu.